# اندری خوما
اندری خوما (اوکراینی: Андрій Володимирович Хома؛ زادهٔ ۲۳ سپتامبر ۲۰۰۱) بازیکن فوتبال است.